# リンガフォン
リンガフォンは言語学習を支援する会社。本、CD、カセット、ビデオ、マルチメディアを通じて自己学習を特徴としている。
1901年にイギリスで設立されている。

## リンガフォン・ジャパン
- かつてはセガが親会社だったこともあり、セガのゲーム機、メガドライブをベースにした機械を教材として使用したことがあった。現在はリンゲージが親会社である。
- 34か国語の音声付き教材を販売。リンガフォンメソッドに基づいて、カセットテープまたはCDを中心に、テキスト、解説書がセットになっていた。英語・Englishは全てイギリス英語を指し、アメリカ英語は米語・American Englishとして区別した。

米語、中国語、英語、フランス語、ドイツ語、イタリア語、韓国語、ロシア語、スペイン語
（※以上日本語解説書付き）
アフリカーンス、アラビア語、広東語、チェコ語、デンマーク語、オランダ語、フィンランド語、ヘブライ語、ヒンドゥ語、アイスランド語、インドネシア語、アイルランド語、日本語、マレーシア語、ギリシャ語、ペルシア語、ノルウェー語、ポーランド語、ポルトガル語、セルボクロアチア語、中米スペイン語、スワヒリ語、スウェーデン語、タイ語、ウェールズ語
（※以上英語解説書付き）
- 日本オリジナル教材

CAN、リンガフォンクラブ、それいけ！アンパンマンえいごであそぼう（ビデオ）、ルパン3世カリオストロの城完全英語版（ビデオ）
| スタブアイコン | サブスタブ | この項目は、まだ閲覧者の調べものの参照としては役立たない、企業に関連した書きかけの項目です。この項目を加筆・訂正などしてくださる協力者を求めています（PJ:経済）。 |